# Carl von Washington
Carl Theodor Freiherr von Washington (* 27. Oktober 1833 in Notzing; † 8. Februar 1897 in Erding) war ein bayerischer Oberstleutnant und Hofbeamter.

## Leben
Carl Theodor war ein Sohn des bayerischen Generalleutnants Jakob von Washington und dessen zweiter Ehefrau Karoline, geborene Freiin Segesser von Brunegg, Tochter des bayerischen Kämmerers und Oberststallmeisters Franz Christoph Segesser von Brunegg auf Notzing. Der erste US-amerikanische Präsident George Washington war ein entfernter Verwandter.
Er wurde Oberstleutnant in der bayerischen Armee und Kämmerer König Ludwigs II. von Bayern.
1862 präsentierte er sich beim amerikanischen Generalkonsul William Murphy in Frankfurt am Main und bekundete sein Interesse der United States Army im Sezessionskrieg beizutreten. Bei diesem Besuch zeigte er dem Generalkonsul seine Ausweispapiere und seinen Familienstammbaum, deren Kopien sich im Besitz der Historical Society of New York befinden. Er ging aber nicht in den Krieg.
Am 18. April 1893 heiratete er in Gries bei Bozen Marie Gräfin Butler-Clounebough gen. Haimhausen (* 1844). Sie war Tochter des Grafen Theobald von Butler-Clonebough, Spross einer alten irischen Familie, die Ende des 18. Jahrhunderts auf Schloss Haimhausen bei München ansässig geworden war, und dessen Gemahlin Viktorine von Butler-Haimhausen. Die Ehe blieb kinderlos.
Nach seinem Tod spielte seine Witwe eine wichtige Rolle bei Hof in München und in Wien. Durch ihren großen Reichtum spendete sie für wohltätige Zwecke und richtete in Wien im Gedenken an ihren verstorbenen Gatten ein Waisenhaus und in ihrer Heimatstadt Haimhausen ein Spital, beide auf den Namen Washington.